# Farsta strand (pendeltågsstation)
Farsta strand är en järnvägsstation på Nynäsbanan, belägen intill Magelungsvägen i stadsdelen Farsta strand i Stockholms kommun. Stationen trafikeras av Stockholms pendeltåg på grenen mot Västerhaninge och Nynäshamn. Stationen har en plattform och två biljetthallar, den västra med entré från en gångtunnel och den östra via bro över spåren. En normal vintervardag har stationen cirka 4 000 påstigande (2015).

## Historia
När Nynäsbanan invigdes år 1901 inrättades en station med namnet Södertörns villastad. Turtätheten var gles med bara sju avgångar per dag från Stockholms central (och två extratåg på helgen).
Efter att pendeltågstrafiken startade 1973 kom stationen att få större betydelse. Den namnändrades 1989 till Farsta strand för att ge en bättre anknytning till stadsdelen och tunnelbanestationen med samma namn. 1993 låg dubbelspåret klart och stationen hade då byggts om till en modern pendeltågsstation. Avståndet till tunnelbanestationen är 200 meter.

## Bilder

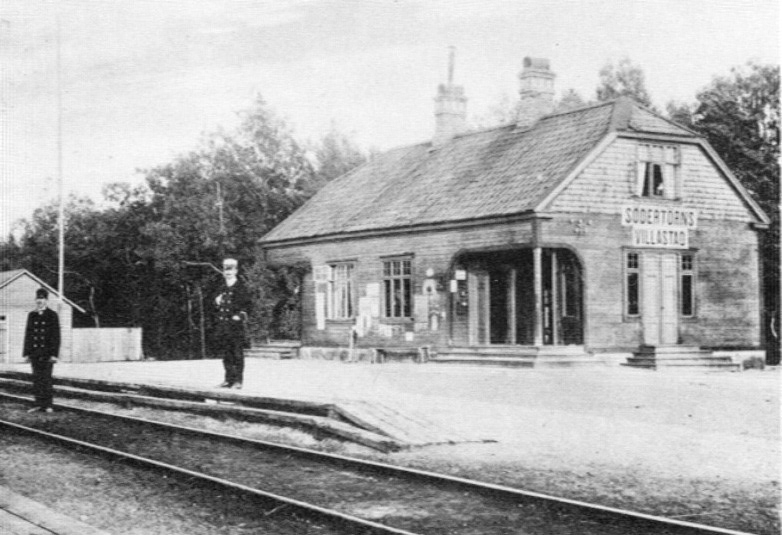
Stationshuset "Södertörns villastad" 1901.
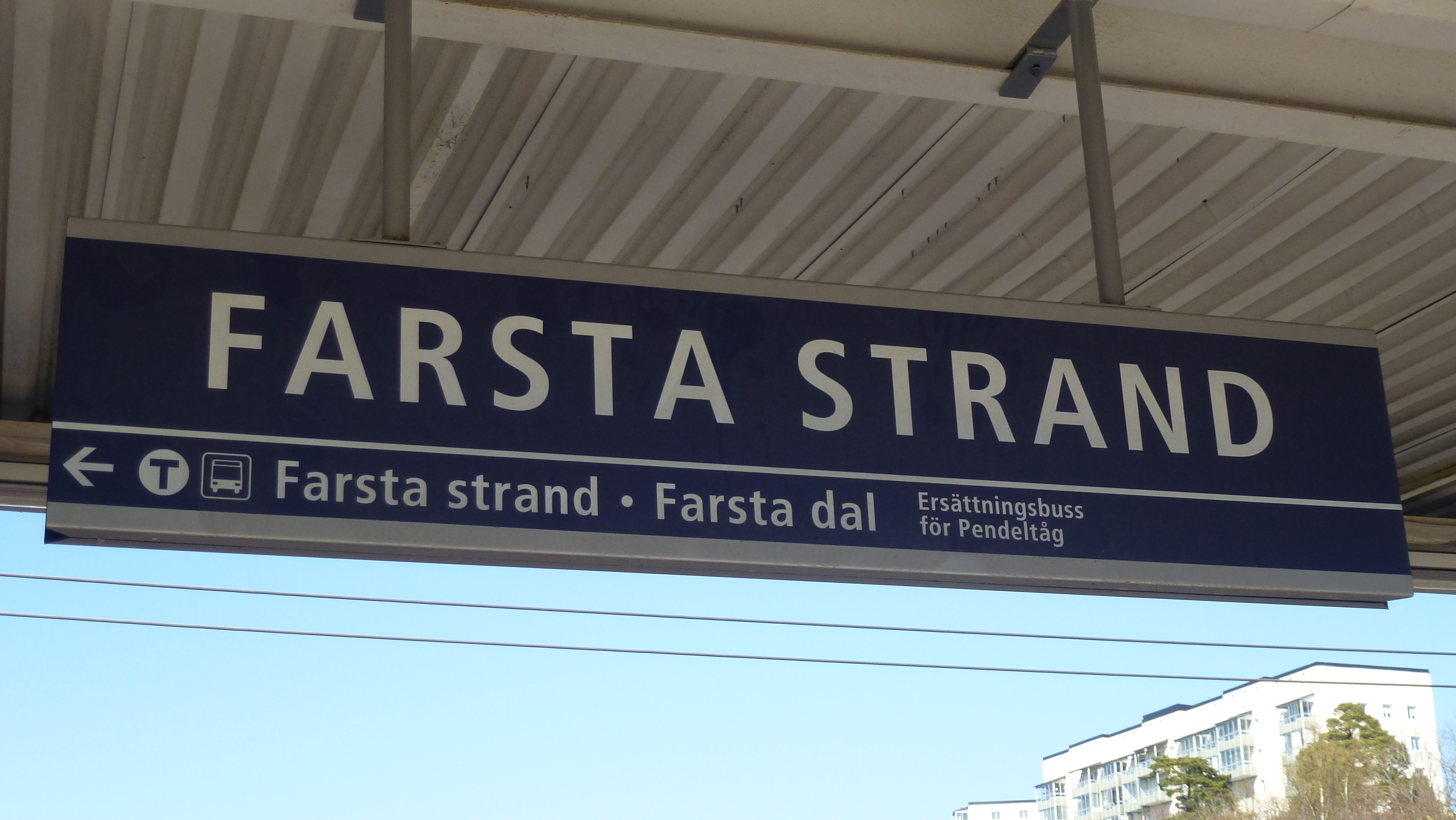
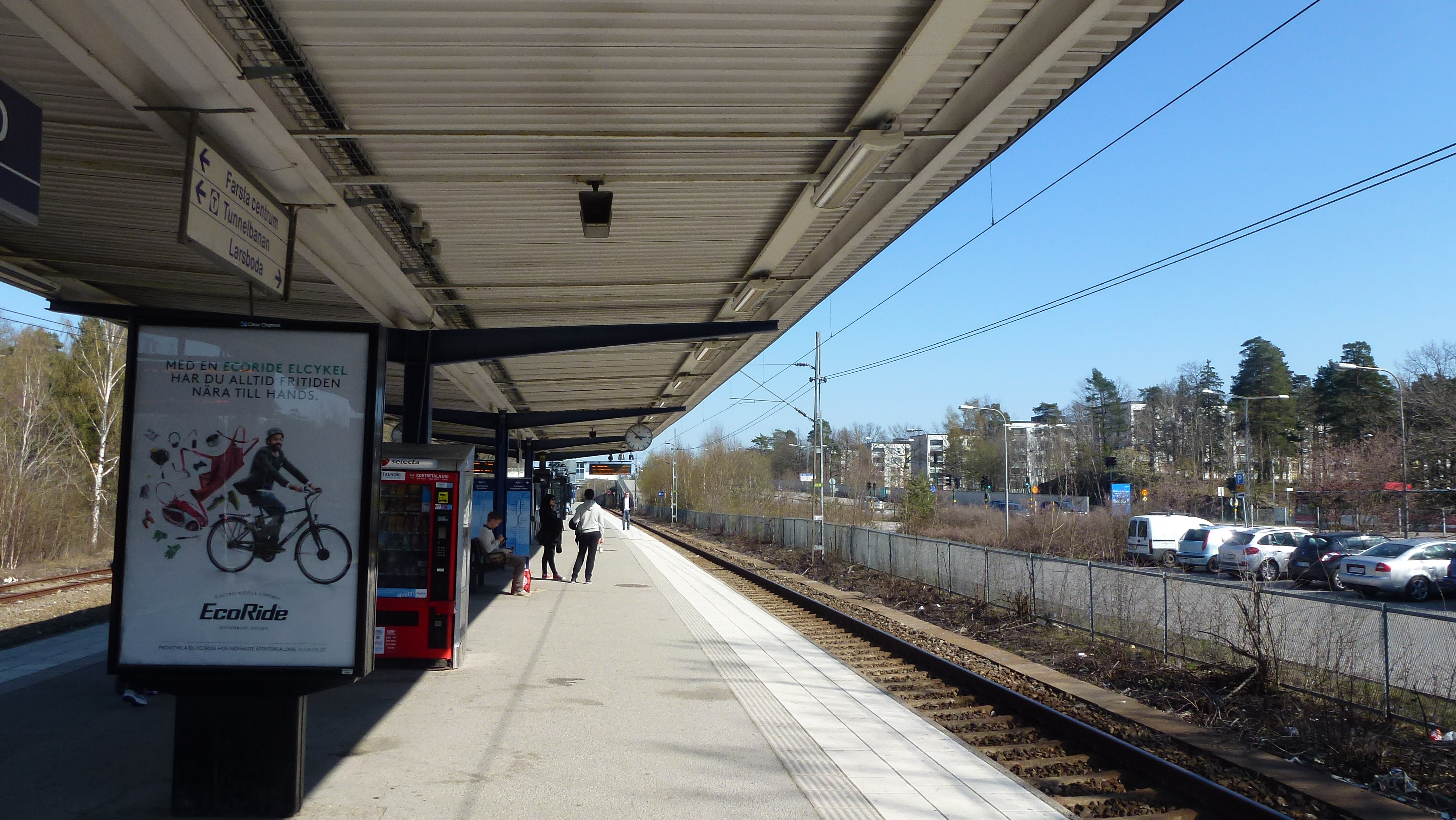
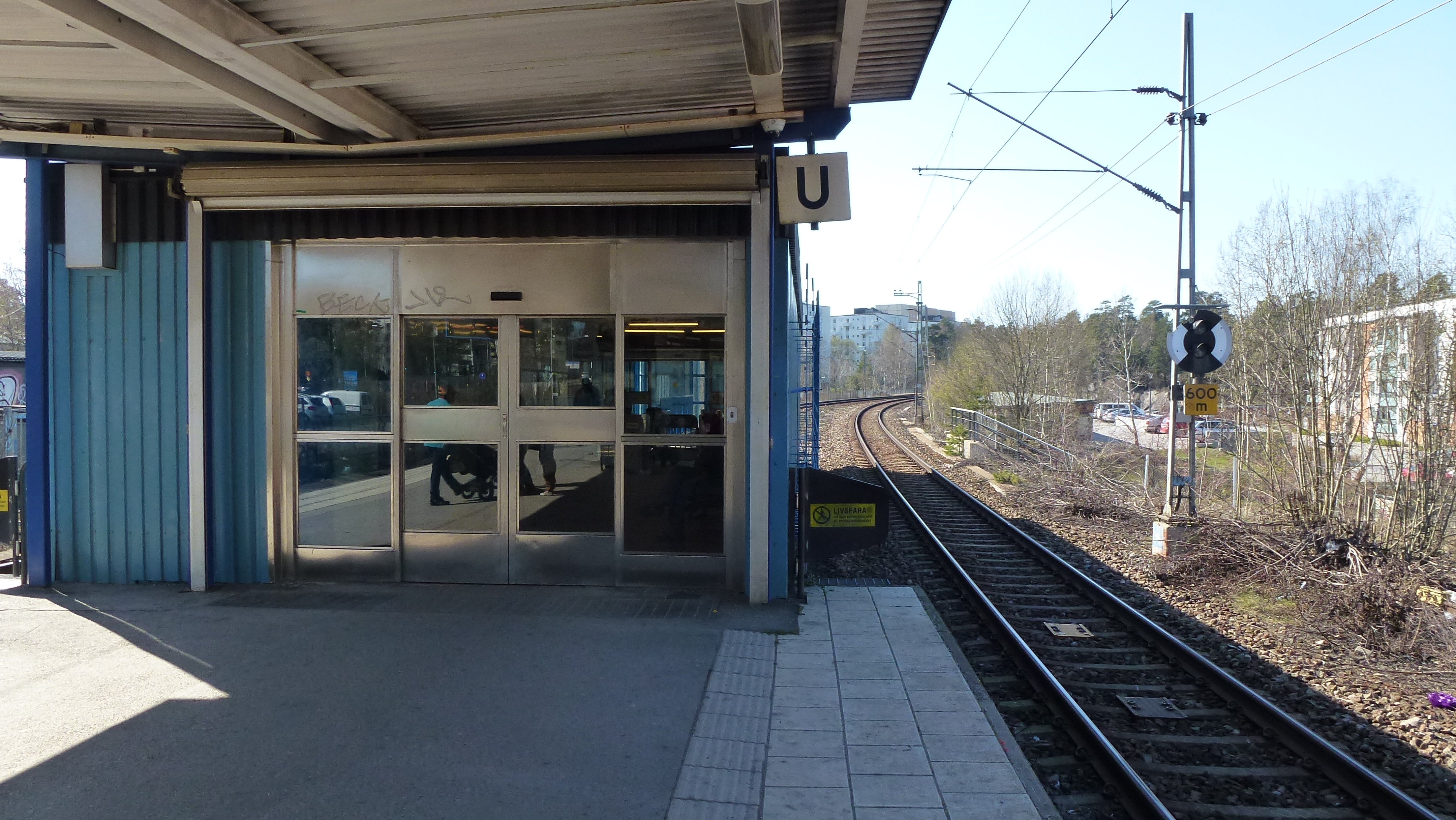